# Basquetebol nos Jogos Pan-Americanos de 2007
O basquetebol nos Jogos Pan-Americanos de 2007 foi realizado na Arena Olímpica do Complexo Esportivo do Autódromo no Rio de Janeiro.
Oito equipes no masculino e oito equipes no feminino, divididas em dois grupos de quatro, participaram do torneio pan-americano. As duas melhores equipes de cada grupo avançaram as semifinais. As duas equipes piores colocadas nos grupos disputaram os jogos classificatórios de 5º a 8º lugar. O torneio feminino iniciou as disputas do basquete entre os dias 20 e 24 de julho e a competição masculina foi disputada entre 25 e 29 de julho de 2007.

## Países participantes
Um total de 12 delegações enviaram equipes para as competições de basquetebol. Argentina, Brasil, Canadá e Estados Unidos participaram tanto do torneio masculino quanto do feminino.
| - ARG Argentina (24) - BRA Brasil (24) - CAN Canadá (24) - COL Colômbia (12) - CUB Cuba (12) - USA Estados Unidos (24) | - ISV Ilhas Virgens Americanas (12) - JAM Jamaica (12) - MEX México (12) - PAN Panamá (12) - PUR Porto Rico (12) - URU Uruguai (12) |

## Medalhistas
| Evento             | Ouro | Prata | Bronze |
| ------------------ | --- | --- | --- |
| Feminino detalhes  | Emily Fox Candice Wiggins Mattee Ajavon Melanie Thomas Marissa Coleman Alexis Hornbuckle Angel McCoughtry Nkolika Anosike Charde Houston Jayne Appel Natasha Humphrey Erlana Larkins USA Estados Unidos | Adriana Pinto Karen Rocha Palmira Marçal Micaela Jacinto Tatiana Conceição Janeth Arcain Patrícia Ferreira Soeli Zakrzeski Jucimara Dantas Isis Nascimento Graziane Coelho Kelly Santos BRA Brasil      | Arlenys Romero Taimara Suero Yakelyn Plutin Oyanaisy Gelis Yolyseny Soria Yamara Amargo Yaima Boulet Yamilet Martínez Cariola Echevarría Leidys Oquendo Clenia Noblet Suchitel Ávila CUB Cuba                              |
| Masculino detalhes | Marcelinho Machado Nezinho Murilo Becker Thiago Jorge Marcelo Huertas Valter da Silva Alex Garcia Guilherme Teichmann Caio Torres João Paulo Batista Marquinhos Paulão Prestes BRA Brasil               | Peter John Ramos José Juan Barea Ansel Gúzman Miguel Berdiel Joel Martín Jones Alejandro Carmona Gabriel Colón Ricardo Sánchez Ángelo Reyes Héctor Velenzuela Carmelo Lee Manuel Narvaez PUR Porto Rico | Fernando Martínez Emilio Taboada Mauricio Aguiar Gustavo Barrera Nicolás Mazzarino Claudio Charquero Leandro García Morales Martín Osimani Gastón Paez Juan Pablo Silveira Sebastián Izaguirre Esteban Batista URU Uruguai |

## Quadro de medalhas
| Ordem | País               | Medalha de ouro | Medalha de prata | Medalha de bronze |   |
| ----- | ------------------ | --------------- | ---------------- | ----------------- | - |
| 1     | BRA Brasil         | 1               | 1                |                   | 2 |
| 2     | USA Estados Unidos | 1               |                  |                   | 1 |
| 3     | PUR Porto Rico     |                 | 1                |                   | 1 |
| 4     | CUB Cuba           |                 |                  | 1                 | 1 |
| 4     | URU Uruguai        |                 |                  | 1                 | 1 |
| TOTAL | TOTAL              | 2               | 2                | 2                 | 6 |